# Список астероїдів (58301—58400)
| Назва                         | Тимчасове позначення | Дата відкриття    | Місце відкриття             | Відкривач                      |
| ----------------------------- | -------------------- | ----------------- | --------------------------- | ------------------------------ |
| (58301) 1994 PB8              | 1994 PB8             | 10 серпня 1994    | Обсерваторія Ла-Сілья       | Ерік Вальтер Ельст             |
| (58302) 1994 PX8              | 1994 PX8             | 10 серпня 1994    | Обсерваторія Ла-Сілья       | Ерік Вальтер Ельст             |
| (58303) 1994 PY9              | 1994 PY9             | 10 серпня 1994    | Обсерваторія Ла-Сілья       | Ерік Вальтер Ельст             |
| (58304) 1994 PP10             | 1994 PP10            | 10 серпня 1994    | Обсерваторія Ла-Сілья       | Ерік Вальтер Ельст             |
| (58305) 1994 PM11             | 1994 PM11            | 10 серпня 1994    | Обсерваторія Ла-Сілья       | Ерік Вальтер Ельст             |
| (58306) 1994 PA12             | 1994 PA12            | 10 серпня 1994    | Обсерваторія Ла-Сілья       | Ерік Вальтер Ельст             |
| (58307) 1994 PM13             | 1994 PM13            | 10 серпня 1994    | Обсерваторія Ла-Сілья       | Ерік Вальтер Ельст             |
| (58308) 1994 PE16             | 1994 PE16            | 10 серпня 1994    | Обсерваторія Ла-Сілья       | Ерік Вальтер Ельст             |
| (58309) 1994 PV17             | 1994 PV17            | 10 серпня 1994    | Обсерваторія Ла-Сілья       | Ерік Вальтер Ельст             |
| (58310) 1994 PT20             | 1994 PT20            | 12 серпня 1994    | Обсерваторія Ла-Сілья       | Ерік Вальтер Ельст             |
| (58311) 1994 PA22             | 1994 PA22            | 12 серпня 1994    | Обсерваторія Ла-Сілья       | Ерік Вальтер Ельст             |
| (58312) 1994 PO23             | 1994 PO23            | 12 серпня 1994    | Обсерваторія Ла-Сілья       | Ерік Вальтер Ельст             |
| (58313) 1994 PX27             | 1994 PX27            | 12 серпня 1994    | Обсерваторія Ла-Сілья       | Ерік Вальтер Ельст             |
| (58314) 1994 PE29             | 1994 PE29            | 12 серпня 1994    | Обсерваторія Ла-Сілья       | Ерік Вальтер Ельст             |
| (58315) 1994 PV29             | 1994 PV29            | 12 серпня 1994    | Обсерваторія Ла-Сілья       | Ерік Вальтер Ельст             |
| (58316) 1994 PR30             | 1994 PR30            | 12 серпня 1994    | Обсерваторія Ла-Сілья       | Ерік Вальтер Ельст             |
| (58317) 1994 PB33             | 1994 PB33            | 12 серпня 1994    | Обсерваторія Ла-Сілья       | Ерік Вальтер Ельст             |
| (58318) 1994 PW37             | 1994 PW37            | 10 серпня 1994    | Обсерваторія Ла-Сілья       | Ерік Вальтер Ельст             |
| (58319) 1994 PZ37             | 1994 PZ37            | 10 серпня 1994    | Обсерваторія Ла-Сілья       | Ерік Вальтер Ельст             |
| (58320) 1994 PE38             | 1994 PE38            | 10 серпня 1994    | Обсерваторія Ла-Сілья       | Ерік Вальтер Ельст             |
| (58321) 1994 PQ38             | 1994 PQ38            | 10 серпня 1994    | Обсерваторія Ла-Сілья       | Ерік Вальтер Ельст             |
| (58322) 1994 PU38             | 1994 PU38            | 10 серпня 1994    | Обсерваторія Ла-Сілья       | Ерік Вальтер Ельст             |
| (58323) 1994 PK39             | 1994 PK39            | 10 серпня 1994    | Обсерваторія Ла-Сілья       | Ерік Вальтер Ельст             |
| (58324) 1994 RZ9              | 1994 RZ9             | 12 вересня 1994   | Обсерваторія Кітт-Пік       | Spacewatch                     |
| (58325) 1994 RE11             | 1994 RE11            | 11 вересня 1994   | Обсерваторія Сайдинг-Спрінг | Роберт Макнот                  |
| (58326) 1994 RQ16             | 1994 RQ16            | 3 вересня 1994    | Обсерваторія Ла-Сілья       | Ерік Вальтер Ельст             |
| (58327) 1994 SC9              | 1994 SC9             | 28 вересня 1994   | Обсерваторія Кітт-Пік       | Spacewatch                     |
| (58328) 1994 ST9              | 1994 ST9             | 28 вересня 1994   | Обсерваторія Кітт-Пік       | Spacewatch                     |
| (58329) 1994 SD11             | 1994 SD11            | 29 вересня 1994   | Обсерваторія Кітт-Пік       | Spacewatch                     |
| (58330) 1994 TK               | 1994 TK              | 3 жовтня 1994     | Обсерваторія Сайдинг-Спрінг | Роберт Макнот                  |
| (58331) 1994 TQ10             | 1994 TQ10            | 9 жовтня 1994     | Обсерваторія Кітт-Пік       | Spacewatch                     |
| (58332) 1994 UR               | 1994 UR              | 31 жовтня 1994    | Обсерваторія Оїдзумі        | Такао Кобаяші                  |
| (58333) 1994 UL1              | 1994 UL1             | 25 жовтня 1994    | Обсерваторія Кушіро         | Сейджі Уеда, Хіроші Канеда     |
| (58334) 1994 UJ6              | 1994 UJ6             | 28 жовтня 1994    | Обсерваторія Кітт-Пік       | Spacewatch                     |
| (58335) 1994 UN11             | 1994 UN11            | 31 жовтня 1994    | Обсерваторія Кітт-Пік       | Spacewatch                     |
| (58336) 1994 VP               | 1994 VP              | 1 листопада 1994  | Обсерваторія Оїдзумі        | Такао Кобаяші                  |
| (58337) 1994 WV               | 1994 WV              | 25 листопада 1994 | Обсерваторія Оїдзумі        | Такао Кобаяші                  |
| (58338) 1994 WX4              | 1994 WX4             | 27 листопада 1994 | Обсерваторія Кітт-Пік       | Spacewatch                     |
| (58339) 1994 WB12             | 1994 WB12            | 27 листопада 1994 | Коссоль                     | Ерік Вальтер Ельст             |
| (58340) 1994 YO1              | 1994 YO1             | 31 грудня 1994    | Обсерваторія Оїдзумі        | Такао Кобаяші                  |
| (58341) 1994 YP1              | 1994 YP1             | 31 грудня 1994    | Обсерваторія Оїдзумі        | Такао Кобаяші                  |
| (58342) 1994 YR1              | 1994 YR1             | 31 грудня 1994    | Обсерваторія Оїдзумі        | Такао Кобаяші                  |
| (58343) 1995 BG5              | 1995 BG5             | 23 січня 1995     | Обсерваторія Кітт-Пік       | Spacewatch                     |
| (58344) 1995 BZ12             | 1995 BZ12            | 31 січня 1995     | Обсерваторія Кітт-Пік       | Spacewatch                     |
| 58345 Moomintroll             | 1995 CZ1             | 7 лютого 1995     | Обсерваторія Сайдинг-Спрінг | Девід Ашер                     |
| (58346) 1995 CV4              | 1995 CV4             | 1 лютого 1995     | Обсерваторія Кітт-Пік       | Spacewatch                     |
| (58347) 1995 CB8              | 1995 CB8             | 2 лютого 1995     | Обсерваторія Кітт-Пік       | Spacewatch                     |
| (58348) 1995 CE8              | 1995 CE8             | 2 лютого 1995     | Обсерваторія Кітт-Пік       | Spacewatch                     |
| (58349) 1995 DO5              | 1995 DO5             | 22 лютого 1995    | Обсерваторія Кітт-Пік       | Spacewatch                     |
| (58350) 1995 DN6              | 1995 DN6             | 24 лютого 1995    | Обсерваторія Кітт-Пік       | Spacewatch                     |
| (58351) 1995 DA8              | 1995 DA8             | 24 лютого 1995    | Обсерваторія Кітт-Пік       | Spacewatch                     |
| (58352) 1995 EX1              | 1995 EX1             | 1 березня 1995    | Обсерваторія Кітт-Пік       | Spacewatch                     |
| (58353) 1995 EW4              | 1995 EW4             | 2 березня 1995    | Обсерваторія Кітт-Пік       | Spacewatch                     |
| (58354) 1995 EH5              | 1995 EH5             | 2 березня 1995    | Обсерваторія Кітт-Пік       | Spacewatch                     |
| (58355) 1995 FN               | 1995 FN              | 26 березня 1995   | Обсерваторія Наті-Кацуура   | Йошісада Шімідзу, Такеші Урата |
| (58356) 1995 FR1              | 1995 FR1             | 23 березня 1995   | Обсерваторія Кітт-Пік       | Spacewatch                     |
| (58357) 1995 HT1              | 1995 HT1             | 24 квітня 1995    | Обсерваторія Кітт-Пік       | Spacewatch                     |
| (58358) 1995 HS3              | 1995 HS3             | 26 квітня 1995    | Обсерваторія Кітт-Пік       | Spacewatch                     |
| (58359) 1995 KP4              | 1995 KP4             | 26 травня 1995    | Обсерваторія Кітт-Пік       | Spacewatch                     |
| (58360) 1995 LM               | 1995 LM              | 3 червня 1995     | Обсерваторія Кітт-Пік       | Spacewatch                     |
| (58361) 1995 MC3              | 1995 MC3             | 25 червня 1995    | Обсерваторія Кітт-Пік       | Spacewatch                     |
| (58362) 1995 MJ4              | 1995 MJ4             | 29 червня 1995    | Обсерваторія Кітт-Пік       | Spacewatch                     |
| (58363) 1995 MP4              | 1995 MP4             | 29 червня 1995    | Обсерваторія Кітт-Пік       | Spacewatch                     |
| 58364 Feierberg               | 1995 MF7             | 25 червня 1995    | Обсерваторія Кітт-Пік       | Spacewatch                     |
| 58365 Робмедрано (Robmedrano) | 1995 OQ              | 27 липня 1995     | Обсерваторія Галеакала      | AMOS                           |
| (58366) 1995 OD8              | 1995 OD8             | 25 липня 1995     | Обсерваторія Кітт-Пік       | Spacewatch                     |
| (58367) 1995 QL               | 1995 QL              | 19 серпня 1995    | Чорч Стреттон               | Стівен Лорі                    |
| (58368) 1995 QK1              | 1995 QK1             | 19 серпня 1995    | Станція Сінлун              | SCAP                           |
| (58369) 1995 QZ2              | 1995 QZ2             | 30 серпня 1995    | Обсерваторія Плеяди         | Обсерваторія Плеяди            |
| (58370) 1995 QM5              | 1995 QM5             | 22 серпня 1995    | Обсерваторія Кітт-Пік       | Spacewatch                     |
| (58371) 1995 QD7              | 1995 QD7             | 25 серпня 1995    | Обсерваторія Кітт-Пік       | Spacewatch                     |
| (58372) 1995 SQ               | 1995 SQ              | 18 вересня 1995   | Обсерваторія Ондржейов      | Ленка Коткова                  |
| 58373 Albertoalonso           | 1995 SR              | 19 вересня 1995   | Огляд Каталіна              | Тімоті Спар                    |
| (58374) 1995 SF5              | 1995 SF5             | 20 вересня 1995   | Обсерваторія Кітамі         | Кін Ендате, Кадзуро Ватанабе   |
| (58375) 1995 SD22             | 1995 SD22            | 19 вересня 1995   | Обсерваторія Кітт-Пік       | Spacewatch                     |
| (58376) 1995 SF25             | 1995 SF25            | 19 вересня 1995   | Обсерваторія Кітт-Пік       | Spacewatch                     |
| (58377) 1995 SC26             | 1995 SC26            | 19 вересня 1995   | Обсерваторія Кітт-Пік       | Spacewatch                     |
| (58378) 1995 SO27             | 1995 SO27            | 19 вересня 1995   | Обсерваторія Кітт-Пік       | Spacewatch                     |
| (58379) 1995 SY27             | 1995 SY27            | 19 вересня 1995   | Обсерваторія Кітт-Пік       | Spacewatch                     |
| (58380) 1995 SG32             | 1995 SG32            | 21 вересня 1995   | Обсерваторія Кітт-Пік       | Spacewatch                     |
| (58381) 1995 SJ37             | 1995 SJ37            | 24 вересня 1995   | Обсерваторія Кітт-Пік       | Spacewatch                     |
| (58382) 1995 SB42             | 1995 SB42            | 25 вересня 1995   | Обсерваторія Кітт-Пік       | Spacewatch                     |
| (58383) 1995 SV47             | 1995 SV47            | 26 вересня 1995   | Обсерваторія Кітт-Пік       | Spacewatch                     |
| (58384) 1995 SR51             | 1995 SR51            | 26 вересня 1995   | Обсерваторія Кітт-Пік       | Spacewatch                     |
| (58385) 1995 SC53             | 1995 SC53            | 28 вересня 1995   | Станція Сінлун              | SCAP                           |
| (58386) 1995 SM53             | 1995 SM53            | 28 вересня 1995   | Станція Сінлун              | SCAP                           |
| (58387) 1995 SZ78             | 1995 SZ78            | 20 вересня 1995   | Обсерваторія Кітт-Пік       | Spacewatch                     |
| (58388) 1995 TK               | 1995 TK              | 2 жовтня 1995     | Обсерваторія Кітт-Пік       | Spacewatch                     |
| (58389) 1995 TG2              | 1995 TG2             | 14 жовтня 1995    | Станція Сінлун              | SCAP                           |
| (58390) 1995 TA7              | 1995 TA7             | 15 жовтня 1995    | Обсерваторія Кітт-Пік       | Spacewatch                     |
| (58391) 1995 UV3              | 1995 UV3             | 20 жовтня 1995    | Обсерваторія Оїдзумі        | Такао Кобаяші                  |
| (58392) 1995 UT10             | 1995 UT10            | 17 жовтня 1995    | Обсерваторія Кітт-Пік       | Spacewatch                     |
| (58393) 1995 UU12             | 1995 UU12            | 17 жовтня 1995    | Обсерваторія Кітт-Пік       | Spacewatch                     |
| (58394) 1995 UX20             | 1995 UX20            | 19 жовтня 1995    | Обсерваторія Кітт-Пік       | Spacewatch                     |
| (58395) 1995 UW24             | 1995 UW24            | 19 жовтня 1995    | Обсерваторія Кітт-Пік       | Spacewatch                     |
| (58396) 1995 US43             | 1995 US43            | 25 жовтня 1995    | Обсерваторія Кітт-Пік       | Spacewatch                     |
| (58397) 1995 VA4              | 1995 VA4             | 14 листопада 1995 | Обсерваторія Кітт-Пік       | Spacewatch                     |
| (58398) 1995 VY4              | 1995 VY4             | 14 листопада 1995 | Обсерваторія Кітт-Пік       | Spacewatch                     |
| (58399) 1995 VA5              | 1995 VA5             | 14 листопада 1995 | Обсерваторія Кітт-Пік       | Spacewatch                     |
| (58400) 1995 VR12             | 1995 VR12            | 15 листопада 1995 | Обсерваторія Кітт-Пік       | Spacewatch                     |